# Championnat BPR 1994
Navigation
Édition suivante
La saison 1994 du Championnat BPR est la première édition de cette compétition. Elle se déroule du 6 mars au 13 novembre 1994. Elle comprend huit manches dont les 1 000 kilomètres de Suzuka et les 1 000 kilomètres de Paris.

## Calendrier
| Manche | Course                     | Circuit                        | Date        |
| ------ | -------------------------- | ------------------------------ | ----------- |
| 1      | 4 Heures du Castellet      | Circuit Paul Ricard            | 6 mars      |
| 2      | 4 Heures de Jarama         | Circuito Permanente Del Jarama | 10 avril    |
| 3      | 4 Heures de Dijon          | Circuit de Dijon-Prenois       | 1er mai     |
| 4      | 1 000 kilomètres de Paris  | Autodrome de Montlhéry         | 29 mai      |
| 5      | 4 Heures de Vallelunga     | Vallelunga                     | 10 juillet  |
| 6      | 4 Heures de Spa            | Circuit de Spa-Francorchamps   | 22 juillet  |
| 7      | 1 000 kilomètres de Suzuka | Circuit de Suzuka              | 28 août     |
| 8      | 3 Heures de Zhuhai         | Circuit urbain de Zhuhai       | 13 novembre |